# جي آي جو (مجلة)
مجلة جي آي جو (بالإنجليزية: G. I. JOE)‏ هي مجلة مصرية مترجمة بتصريح من شركة مارلفل إنترتين منتجروي (بالإنجليزية: Marlvel Entertain Mentgroy)‏. تصدر عن شركة قطان للتجارة لصاحبها عبد العزيز قطان، وتوزع في القاهرة، مستشار التحرير عادل البطراوي، الإخراج الفني مادلين رياض، الترجمة لسعيد أبو غزالة، توجه إلى سن 9 إلى 18 سنة، لا توجد مقدمة في كل عدد تشير إلى صفات البطل، جي آي جو هو محارب أمريكي في الحرب العالمية الثانية له صديقته جاي، وتعتمد المجلة بشكل أساسي على قصته الكرتونية وننشرها كاملة.
قطع المجلة 24×17 سم، عدد صفحات الكرتون 18 صفحة من 34 صفحة، كل صفحات الكرتون ملونة أما بقية الصفحات وهي إعلانات وتسالي فهي لون واحد. هناك إعلانات عن مطبوعات أخرى تصدر عن المؤسسة نفسها، منها بانشر، سبايدر مان، ثور مان، وهناك قرابة 10 صفحات تسالي، ولا توجد في المجلة مسابقات، شعار المجلة حسب نوعية أبطالها مغامرات شائقة للأولاد والبنات، لا توجد إشارة إلى المؤلفين أو الرسامين، ولا توجد ملاحق، ولا تنشر المجلة صور القراء أو مساهماتهم. غلاف المجلة خالٍ من أية إشارة، سعر النسخة المطبوعة 150 قرشاً.

## الأبواب
- ألف باء
- علامة استفهام
- الكلمات المتقاطعة
- عالم الرياضة
- كاريكاتير